# أنتونينا كريفوشابكا
أنتونينا فلاديميروفنا كريفوشابكا (الروسية: Антонина Владимировна Кривошапка، ولدت في 21 يوليو 1987) هي عداءة روسية متخصصة في سباق 400 متر، شاركت في دورة الألعاب الأولمبية الصيفية 2012 في لندن، حيث حصل فريقها في الأصل على ميدالية فضية في سباق التتابع 4 × 400 متر. تم تجريدها وزملاؤها في وقت لاحق من هذه الميدالية بعد أن أثبتت نتائج إيجابية لتورينبول الستيرويد.